# Polska Misja Miłosierdzia Bożego w St. Petersburg
Polska Misja Miłosierdzia Bożego w St. Petersburg (ang. Mercy of God Polish Mission) – misja rzymskokatolicka położona w St. Petersburg, Floryda, Stany Zjednoczone. 
Jest ona misją rzymskokatolicką dla Polaków przebywających w diecezji St. Petersburg, prowadzoną przez Towarzystwo Chrystusowe dla Polonii Zagranicznej. 
Misja została dedykowana Miłosierdziu Bożemu.